# Parlin (distretto di Świecie)
Parlin – è un villaggio polacco situato nel distretto di Świecie, appartenente al voivodato della Cuiavia-Pomerania. Secondo il censimento del 31 marzo 2011, gli abitanti di Parlin sono 468.
Nel periodo 1975-1998, Parlin apparteneva al voivodato di Bydgoszcz.
Il paese è attraversato dalla ferrovia 131 (Chorzów Batory - Bydgoszcz Centrale - Parlin - Laskowice Pomorskie - Tczew).
Buona parte di Parlin si trova nel Parco Paesaggistico Nadwiślański.
Il 26 ottobre 1993 il Voivodato di Bydgoszcz con la decisione nr 305/93 ha adottato un gruppo di alberi appartenenti al parco come monumento naturale.